# Мъртвината
Мъртвина̀та е село в Северна България. Намира се в община Елена, област Велико Търново.
Към 1934 г. селото има 50 жители. В днешно време няма постоянно население. От 2008 г. влиза в землището на село Тодювци.